# معمای ماهیار معمار
معمای ماهیار معمار نمایشنامه‌ای است نوشتهٔ رضا قاسمی.

## درون‌مایه
معماری ماهیار معمار روایت بنا کردن قصر خورنق توسط معماری به نام ماهیار است. بخش عمدهٔ روایت به ناپدید شدن هفت سالهٔ ماهیار معمار و پیدا شدن دوبارهٔ او اختصاص دارد. محتوای کلی نمایشنامه از ماجرای سنمار معمار اقتباس شده است.

## ساختار
این نمایشنامه در ده صحنه نوشته شده است.

## اجرا
در صفحهٔ ۹۷ چاپ اول کتاب آمده است:
«معمای ماهیار معمار» نخستین بار در تیرماه ۱۳۶۵ با طراحی، آهنگسازی و کارگردانی نویسنده، به مدت ۳۲ شب در سالن اصلی تاتر شهر {...} به صحنه آمد. اجراهای این نمایش می‌توانست بسیار فراتر از این برود، اگر موانعی سد راهش نمی‌شد. همان موانعی که در طول کار همه‌چیز را از آن دریغ کرد، حتی نور صحنه را شانه به شانهٔ این زخم کهنه اما، خاطرهٔ گرم کسانی را دارم که این نمایش به همت آنها به صحنه آمد. هم آنهایی که تکه لباسی دادند، یا پاره ابزار صحنه‌ای و هم بازیگرانی که با همهٔ انرژی و خلاقیت خود کنار این نمایش ایستادند.